# Émile Maitrot
Émile Arsène Clément Pierre Maitrot (ur. 2 lipca 1882 w Meurville, zm. 14 września 1916 w Lihons) – francuski kolarz torowy, złoty medalista mistrzostw świata.

## Kariera
Największy sukces w karierze Émile Maitrot osiągnął w 1901 roku, kiedy zdobył złoty medal w sprincie indywidualnym amatorów podczas mistrzostw świata w Berlinie. W zawodach tych bezpośrednio wyprzedził reprezentanta Austro-Węgier Rudolfa Vejtrubę i Niemca Heinricha Strutha. Był to jedyny medal wywalczony przez Maitrota na międzynarodowej imprezie tej rangi. Nigdy nie wystąpił na igrzyskach olimpijskich.